# Eduardo de Ornelas de França Carvalhal Frazão e Figueiroa
Eduardo de Ornelas de França Carvalhal Frazão e Figueiroa, 2.º Conde da Calçada ComNSC (Funchal, 23 de Dezembro de 1841 - Funchal, 17 de Novembro de 1914) foi um nobre português.

## Família
Sexto filho mas terceiro dos varões de Diogo de Ornelas de França Carvalhal Frazão e Figueiroa, 1.º Visconde da Calçada e 1.º Conde da Calçada, e de sua mulher e prima Carlota Augusta de Freitas e Albuquerque.

## Biografia

### Título, armas e condecoração
Foi 2.º Conde da Calçada, em sua vida, por Decreto de D. Carlos I de Portugal de 30 de Novembro de 1904. Usou Brasão de Armas esquartelado, no 1.º de Ornelas (moderno), no 2.º do Carvalhal (Benfeito), no 3.º Frazão e no 4.º Franqui (por de França?) com timbre de Ornelas e coroa de Visconde, depois coroa de Conde. É brasão de uso antigo nesta família, ignorando-se a quem foi concedido.
Foi Comendador da Ordem de Nossa Senhora da Conceição de Vila Viçosa por Decreto a 17 de Janeiro 1907.

## Descendência[2][3]
Não casou, mas deixou de Maria Isabel de Vasconcelos uma filha natural: 
- Maria Augusta de Ornelas Frazão (Funchal, São Pedro - ?), casada no Funchal, São Pedro, a 2 de Março de 1897 com o Capitão João Sotero da Silva, filho de Francisco António da Silva e de sua mulher Maria Augusta da Conceição, de quem teve uma filha:
  - Maria Augusta de Ornelas Frazão e Silva, casada com seu primo o Capitão Carlos Venceslau Frazão Sardinha, com geração